# 북아일랜드의 행정 구역
북아일랜드의 행정 구역은 26개 구(district)로 구성되어 있으며 현재와 같은 행정 구역으로 개편된 시기는 1973년이다.

## 주
북아일랜드는 1921년부터 1973년까지 6개 주(county)로 구성되어 있었다.
- 앤트림주 (Antrim)
- 아마주 (Armagh)
- 다운주 (Down)
- 런던데리주 (Londonderry)
- 퍼매너 주 (Fermanagh)
- 티론주 (Tyrone)

## 구
| 1. 앤트림 구 (Antrim) 2. 아즈 구 (Ards) 3. 아마 구 (Armagh) 4. 밸리미나 구 (Ballymena) 5. 밸리머니 구 (Ballymoney) 6. 밴브리지 구 (Banbridge) 7. 벨파스트 구 (Belfast) 8. 캐릭퍼거스 구 (Carrickfergus) 9. 캐슬레이 구 (Castlereagh) 10. 콜레인 구 (Coleraine) 11. 쿡스타운 구 (Cookstown) 12. 크레이개번 구 (Craigavon) 13. 데리 구 (Derry) | 1. 다운 구 (Down) 2. 던개넌 사우스티론 구 (Dungannon and South Tyrone) 3. 퍼매너 구 (Fermanagh) 4. 란 구 (Larne) 5. 리머배디 구 (Limavady) 6. 리즈번 구 (Lisburn) 7. 마러펠트 구 (Magherafelt) 8. 모이얼 구 (Moyle) 9. 뉴리 몬 구 (Newry and Mourne) 10. 뉴튼애비 구 (Newtownabbey) 11. 노스다운 구 (North Down) 12. 오마 구 (Omagh) 13. 스트러밴 구 (Strabane) |  |